# Patrik Jonas Andersson
Patrik Jonas Andersson (Borgeby, 18 d'agost de 1971) és un exfutbolista internacional suec. Va jugar a la lliga sueca, anglesa, alemanya i espanyola com a defensa central. Ha estat nominat en dues ocasions com a millor jugador de futbol suec, el 1995 i 2001 després de guanyar la Lliga de Campions amb l'FC Bayern de Múnic.
Va ser internacional en 96 partits amb la selecció sueca, marcant 3 gols i esdevenint capità el 1997. Va ser tercer amb el seu combinat a la Copa del Món de Futbol de 1994 i va arribar a les semifinals a l'Eurocopa de 1992. També va participar en l'Eurocopa de 2000, al Mundial de 2002 i als Jocs Olímpics de Barcelona 1992.
El seu pare Roy (l'any 1978) i el seu germà Daniel (els anys 2002 i 2006) també van jugar mundials amb la selecció sueca.

## Palmarès

### Bayern de Múnic
- Lliga de Campions de la UEFA: 2001.
- Bundesliga: 2000, 2001.
- DFB-Pokal: 1995, 2000.
- DFB-Ligapokal: 1999, 2000.

### Malmö FF
- Allsvenskan: 2004.

### Selecció sueca
- Tercer lloc a la Copa del Món de la FIFA: 1994.